# Tisovica
Tisovica (cyr. Тисовица) – wieś w Serbii, w okręgu zlatiborskim, w gminie Nova Varoš. W 2011 roku liczyła 54 mieszkańców.